# Таполца
Таполца (мађ. Tapolca) град је у Мађарској. Таполца је један од важнијих градова у оквиру жупаније Веспрем.
Таполца је имала 15.232 становника према подацима из 2017. године.

## Географија
Град Таполца се налази у западном делу Мађарске. Од престонице Будимпеште град је удаљен око 170 km западно. Град се налази у западном делу Панонске низије и удаљен је око 10 km од језера Балатон, подно Бакоњске горе. Надморска висина града је око 125 метара.

## Становништво
По процени из 2017. у граду је живело 15.232 становника.
| 1990.  | 2001.  | 2011.  | 2017.  |
| ------ | ------ | ------ | ------ |
| 18.264 | 18.222 | 15.988 | 15.232 |

## Галерија
- Средиште Таполце
- Градско језеро
- Парк
- Споменик „Четири годишња доба“

## Партнерски градови
- Шимег
- Штатхаген
- Бјеловар
- Ружинов
- Есте
- Lempäälä
- Solotvyno